# エウロペの略奪 (レーニ)

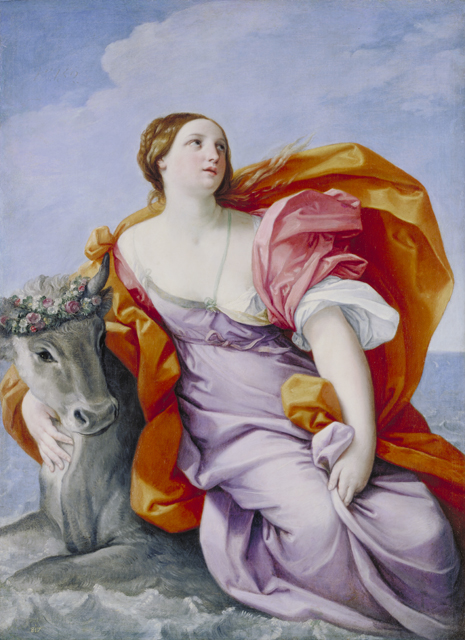
1636年から1637年ごろの『ユピテルとエウロペ』。カナダ国立美術館所蔵。

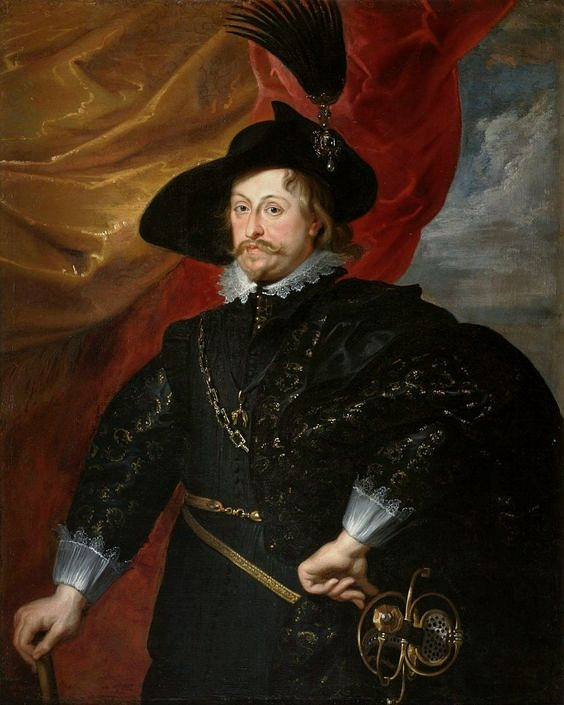
パトロンの1人ポーランド国王ヴワディスワフ4世。ピーテル・パウル・ルーベンス画。

『エウロペの略奪』（エウロペのりゃくだつ、伊: Ratto di Europa, 英: The Rape of Europa）は、イタリアのバロック期の画家グイド・レーニが1637年から1639年にかけて制作した絵画である。油彩。主題はギリシア神話の有名なエピソードであるエウロペを略奪するゼウス（ローマ神話のユピテル）の物語から取られている。グイド・レーニの晩年を代表する作品の1つで、この主題で3作品を制作したことが知られている。17世紀の美術史家カルロ・チェーザレ・マルヴァジーアによると、それぞれイタリアのグアスタッラ公爵、イングランド国王チャールズ1世、ポーランド国王ヴワディスワフ4世のために描かれた。そのうち2点が現存しており、ロンドンのナショナル・ギャラリーと、オタワのカナダ国立美術館に所蔵されている。

## 主題
オウィディウスの『変身物語』によると、フェニキアの古代都市テュロスの王女エウロペに恋をしたゼウスは、彼女を誘惑するために白い牡牛に変身して近づいた。牡牛を見たエウロペは最初は警戒していたが、牡牛が美しく穏やだったので、牡牛の角を草花で編んだ花輪で飾りつけたりしているうちに、勇気を出して牡牛の背に乗ってみた。すると牡牛は立ち上がって海に入っていき、海を渡ってクレタ島に連れ去ってしまった。エウロペは正体を明かしたゼウスと関係を持ち、後のクレタ王ミノスをはじめ、サルペドン、ラダマンテュスの3子の母となった。

## 作品
レーニはエウロペを乗せて海を泳ぎ渡るゼウスの変身した牡牛を描いている。画面右に小さく描かれた陸地と侍女たちの姿は、エウロペがすでに故郷のフェニキアから遠く離れてしまったことを表している。エウロペはもはや故郷を見ておらず、牡牛の首にしっかりと手を回して空を見上げている。その視線の先にはエロス（ローマ神話のキューピッド）が小さな弓矢をエウロペに向けている。エウロペの主題ではエロスの登場はあまり例がなく、実際にカナダ国立美術館のバージョンにエロスは描かれていない。しかしレーニは幼い神が矢を放つ瞬間を描くことで、エウロペの警戒心がゼウスへの愛に変わる直前の一瞬を捉えている。
画面の明るい色調と冷たく淡い色合いは、芸術家の後期の様式と一致しており、1640年頃にヴワディスワフ4世のために描かれた作品であることを示している。マルヴァジーアによると晩年のレーニの様式はカラヴァッジョの強烈かつ人工的な照明による光と影の表現から離れ、代わりに澄んだ開放的な光によって生み出される柔らかく心地よい影を使用した。レーニは彫像のようなポーズや衣服のひだの優雅さに細心の注意を払いながら、淡い不透明な色の広い筆遣いで描いている。

## 来歴
1640年の初め、絵画を受け取ったヴワディスワフ4世はワルシャワからレーニに宛てた手紙の中で次のように書いている。「私たちがエウロパにどれほど満足しているか･･･そしてあなたの高名な技量に対する尊敬がどれほど大きいのかを、手紙以外の方法で表現することはできません」。ポーランド国王のために描かれた『エウロペの略奪』は1945年に美術史家デニス・マホン卿のコレクションに加わった。マホンは17世紀イタリア絵画の研究者、擁護者、収集家であり、ナショナル・ギャラリーの主要な後援者の1人であった。彼は競売で本作品と出会い、18世紀初頭のルイ15世が成人する以前の摂政時代の彫刻が施された美しい額縁のみに興味を持っていた額縁商のアーノルド・ウイギンス（Arnold Wiggins）との入札に勝利した。マホンはコレクションの絵画をイギリス国内の美術館に長期貸与していたが、死去の2年後の2013年、所有者の遺志により57点の絵画が寄贈された。その内訳はロンドンのナショナル・ギャラリーに25点、アシュモリアン美術館に12点、スコットランド国立美術館に8点、フィッツウィリアム美術館に6点、バーミンガム美術館に5点、最後にリーズのテンプル・ニューサンに1点である。このとき本作品はナショナル・ギャラリーにすでに長期貸与されていた他の24作品とともにに寄贈された。
1636年から1637年頃のグアスタッラ公爵の絵画は現在はカナダ国立美術館に所蔵されている。チャールズ1世の絵画は失われている。